# 西澳大利亞博物館
西澳大利亞博物館（英語：Western Australian Museum）是澳洲西澳大利亞州的州立博物館。西澳大利亞博物館共有六個館區，分別於伯斯文化中心、奧班尼、傑拉爾頓、卡爾吉利各有一個館區，另外兩個館區則位於弗里曼特爾（海洋館和沉船畫廊）。
博物館成立於1891年，原本為地質博物館，1892年增設民族學與生物學展示區。1897年，博物館正式更名為西澳大利亞博物館和美術館。1959年，植物園和美術館獨立於博物館之外。目前西澳大利亞博物館主要展示自然科學、人類學、考古學和有關西澳大利亞歷史的展覽品。

## 外部連結
- 西澳大利亞博物館（页面存档备份，存于）（英文）